# Mazyar
Mazyar (middelpersisk: Māh-Izād; mazenisk/persisk: مازیار) var en iransk prins fra Qarinvanddynastiet, som var den feudale hersker i det bjergrige område Tabaristan fra 825 til 839. For hans modstand mod Abbaside-kalifatet, betragtes han som en  nationalhelt    i det 20. århundredes nationalistiske historieskrivning i Iran. Hans navn betyder "beskyttet af yazata fra månen".